# Huancavelica (região)
Huancavelica é uma das 25 regiões do Peru, sua capital é a cidade de Huancavelica.

## Províncias (capital)
1. Acobamba (Acobamba)
2. Angaraes (Lircay)
3. Castrovirreyna (Castrovirreyna)
4. Churcampa (Churcampa)
5. Huancavelica (Huancavelica)
6. Huaytará (Huaytará)
7. Tayacaja (Pampas)